# Římskokatolická farnost Horní Dubňany
Římskokatolická farnost Horní Dubňany je územní společenství římských katolíků s farním kostelem svatého Petra a Pavla v obci Horní Dubňany v moravskokrumlovském děkanství.

## Historie farnosti
První písemná zpráva o Horních Dubňanech pochází z roku 1279. Posledního dne měsíce srpna tohoto roku vydal olomoucký biskup Bruno ze Schauenburku listinu, ve které se uvádí, že „dědictví a patronátní právo v Dubňanech“ spolu s filiálními kostely v Dukovanech a Bohuslavicích patří „navěky spolu s desátky templářskému řádu. Do farnosti Horní Dubňany tehdy patřily Dolní Dubňany, Tulešice, Dolní Ves a Rešice. Na přelomu 16. a 17. století nebyla fara delší dobu obsazena, kněží na ni přišli až v roce 1638. V roce 1631 byl zrušen hřbitov u kostela ve středu obce a založen nový za vesnicí, kde je dosud. Znojemský děkan (fara v Horních Dubňanech patřila tehdy k děkanátu Znojmo) po vizitaci v roce 1657 konstatoval, že fara i kostel jsou sešlé, kryté jen slámou. Kostel byl výrazněji přestavěn roku 1775.

## Duchovní správci
Od 1. srpna 2012 byl farářem R. D. Josef Malík,který zemřel 12. května 2014.Od 1. srpna 2014 byl jako farář ustanoven R. D. Mgr. Pavel Krč.

## Bohoslužby
| Kostel                | Místo         | Bohoslužba (den)                | Hodina                                   | Poznámka        |
| --------------------- | ------------- | ------------------------------- | ---------------------------------------- | --------------- |
| svatého Petra a Pavla | Horní Dubňany | neděle pátek                    | 8.00 17.00 /zimní čas)/18.00 (letní čas) | farní kostel    |
| svatého Václava       | Dolní Dubňany | čtvrtek 1. a 3. sobota v měsíci | 17.00                                    | filiální kostel |

## Aktivity ve farnosti
Dnem vzájemných modliteb farností za bohoslovce a bohoslovců za farnosti brněnské diecéze je 1. duben. Adorační den připadá na nejbližší neděli po 8. listopadu.
V letech 2014–2016 proběhla v Rešicích rozsáhlá oprava kaple svatého Jana Nepomuckého. Při pouti v roce 2016 byla kaple znovu otevřena a dále slouží k bohoslužbám. Byla opravena statika, vyměněna okna, proveden nátěr vstupních dveří, vnitřní i venkovní omítky.
Ve farnosti se pravidelně pořádá tříkrálová sbírka. V roce 2016 se při ní vybralo v Horních Dubňanech 10 050 korun, v Dolních Dubňanech 21 569 korun.